# Deanna
Deanna  è un nome proprio di persona inglese femminile

## Varianti
- Femminili: Deana[2][3], Deanne[4][2], Deann[2], Deeanna[2], Deeann[5][2], Deena[6][2].

## Origine e diffusione
Può essere sia una variante di Diana che una forma femminile di Dean. Il nome venne reso popolare dalla cantante e attrice Deanna Durbin, nel qual caso si trattava però di un anagramma del suo vero nome, Edna.
Secondo altre interpretazioni, la cui etimologia non è chiara, significherebbe "valle" o "capo della chiesa".

## Onomastico
L'onomastico si può festeggiare il 10 giugno in ricordo della beata Diana degli Andalò.

## Persone
- Deanna Bowers, vero nome di Dee Wallace, attrice statunitense
- Deanna Durbin, attrice e cantante canadese
- Deanna Russo, attrice statunitense

### Variante Deanne
- Deanne Bray, attrice statunitense
- Deanne Butler, cestista australiana naturalizzata britannica

## Il nome nelle arti
- Deanna Barr è un personaggio dei fumetti Fawcett Comics.
- Deanna Burnett è un personaggio della miniserie televisiva 11 settembre - Tragedia annunciata.
- Deanna Campbell è un personaggio della serie televisiva Supernatural.
- Deanna Clay è un personaggio dei fumetti DC Comics.
- Deanna Dunn è un personaggio del romanzo di Mario Puzo Il padrino e del film del 1974 Il padrino - Parte II, diretto da Francis Ford Coppola.
- Deanna Dwyer è uno pseudonimo utilizzato dallo scrittore Dean Koontz.
- Deanna Farrell è un personaggio dei fumetti di Asso di Picche.
- Deanna Pontecorvo è un personaggio della serie televisiva I Soprano.
- Deanna Troi è un personaggio della serie televisiva Star Trek.

## Toponimi
- La Ferrata Deanna Orlandini è una via ferrata che prende il nome da Deanna Orlandini, un'alpinista morta sulle Alpi Apuane.